# Edmundo Ríos
Edmundo Emmanuel Ríos Jaúregui (Ciudad de México, México 12 de mayo de 1979) es un exfutbolista mexicano que se desempeñó como arquero y actualmente es entrenador del Salamanca FC equipo de la Serie B de México.

## Trayectoria
Se inició en el Querétaro FC de la Primera División 'A' en 2000 y luego fue transferido al Real San Luis donde estuvo hasta que consiguieron el ascenso a Primera División.
Recibe la oportunidad de debutar con ellos en Primera División . Poco a poco se ha ido consolidando en el arco logrando tener regularidad y adueñándose de la titularidad en el Apertura 2003. Ante el descenso al final del Clausura 2004, llega al Club América, donde tendrá mucha pelea para conseguir ver acción, por la presencia de Sebastián Saja, Guillermo Ochoa y Ricardo Martínez. 
Regresó al circuito de ascenso con el Riviera Maya, luego de desaparecer del máximo circuito, recibe la oportunidad de integrarse al primer equipo de San Luis en el Apertura 2006.
Jugó en varios equipos de esa categoría entre ellos el Tecos UAG B, Tampico Madero, y Salamanca, y volvió con San Luis como tercer portero en el Bicentenario 2010.
Desde a principios de 2011 fue fichado por Alacranes de Durango de la liga de ascenso y para Clausura 2012 se fue al recién ascendido el Club Celaya.

Para el Clausura 2014 fue fichado por el Atlético San Luis.
Finalmente para el Apertura 2017 de la Segunda División es nombrado entrenador del recién creado equipo Internacional de San Miguel de Allende.

### Clubes
| Club                       | País          | Año           | Partidos | Goles | Media |
| -------------------------- | ------------- | ------------- | -------- | ----- | ----- |
| Halcones de Querétaro      | México        | 2000 - 2001   | 20       | 0     | 0     |
| San Luis Fútbol Club       | México        | 2001 - 2004   | 71       | 0     | 0     |
| Club América               | México        | 2004 - 2005   | 0        | 0     | 0     |
| Club Zacatepec             | México        | 2005 - 2006   | 19       | 0     | 0     |
| San Luis Fútbol Club       | México        | 2006          | 0        | 0     | 0     |
| Tampico Madero Fútbol Club | México        | 2006 - 2007   | 21       | 0     | 0     |
| Petroleros de Salamanca    | México        | 2008          | 4        | 0     | 0     |
| Tampico Madero Fútbol Club | México        | 2008          | 13       | 0     | 0     |
| Tecos A                    | México        | 2009          | 3        | 0     | 0     |
| San Luis Fútbol Club       | México        | 2009 - 2010   | 0        | 0     | 0     |
| Alacranes de Durango       | México        | 2010 - 2011   | 33       | 1     | 0.03  |
| Club Celaya                | México        | 2011 - 2013   | 37       | 0     | 0     |
| Atlético San Luis          | México        | 2014 - 2015   | 23       | 0     | 0     |
| Cafetaleros de Tapachula   | México        | 2015 - 2016   | 26       | 0     | 0     |
| Total carrera              | Total carrera | Total carrera | 270      | 1     | 0     |

### Como entrenador
| Club                                   | País   | Año             |
| -------------------------------------- | ------ | --------------- |
| Internacional de San Miguel de Allende | México | 2017 - presente |

## Palmarés

### Campeonatos nacionales
| Título          | Club         | País   | Año  |
| --------------- | ------------ | ------ | ---- |
| Torneo Clausura | Club América | México | 2005 |